# Chhatrapati Shivaji Terminus
Der Chhatrapati Shivaji Maharaj Terminus (छत्रपती शिवाजी महाराज टर्मिनस), auch Mumbai CST, bis 1996 Victoria Terminus, ist ein Bahnhof der Indian Railways in Mumbai, der im Süden der Stadt liegt. Er zählt zu den größten und geschäftigsten Bahnhöfen der Welt und gehört seit 2004 zum UNESCO-Weltkulturerbe. Täglich passieren mehr als 1000 Züge und etwa drei Millionen Menschen den Bahnhof; damit ist er neben Tokyo Shinjuku nach Fahrgästen einer der verkehrsreichsten der Welt. 

## Geschichte

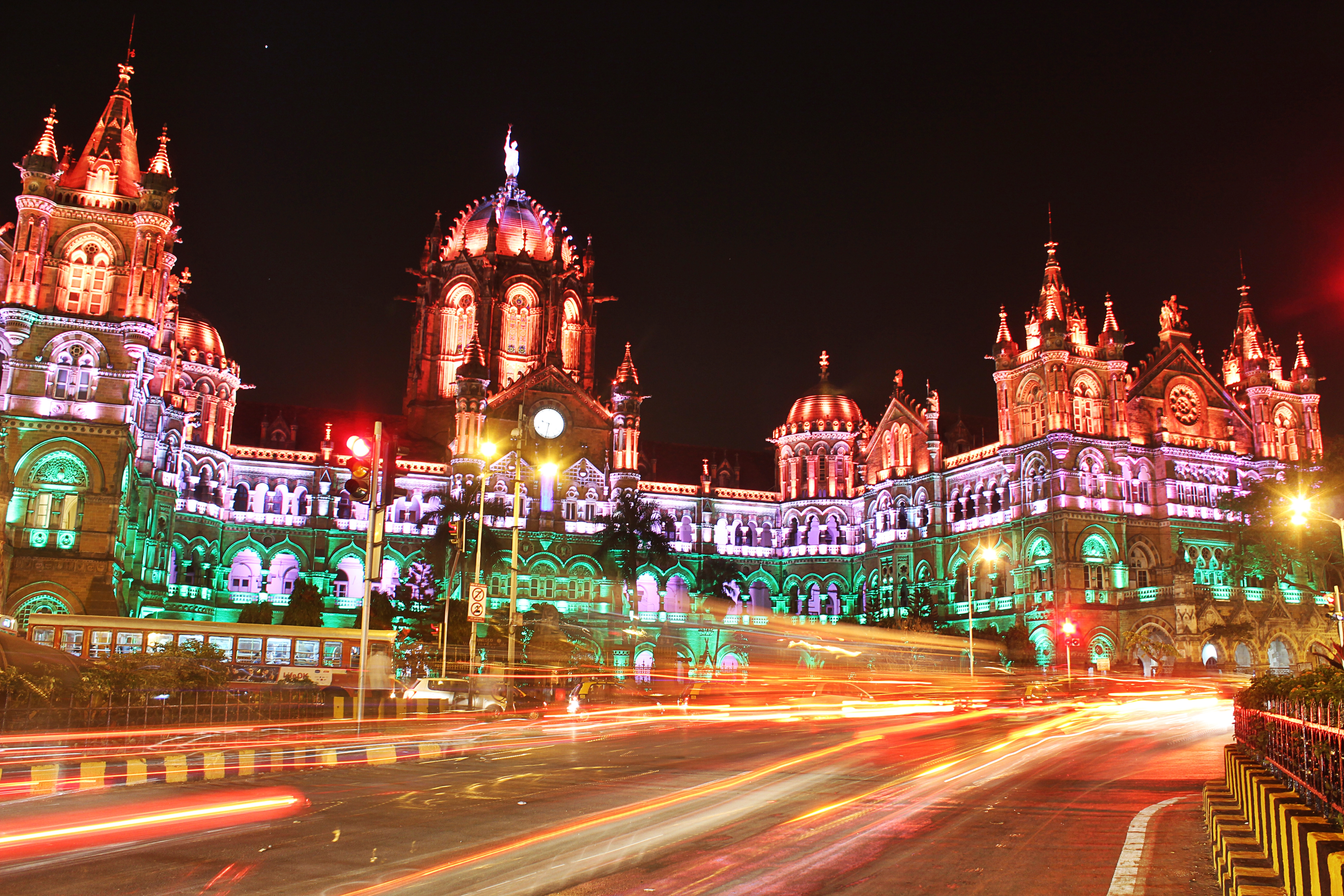
Chhatrapati Shivaji Terminus bei Nacht

Der britische Architekt Frederick William Stevens (1847–1900) erhielt im Jahr 1878 von der Great Indian Peninsula Railway den Auftrag, ein Bahnhofsgebäude als westliche Endstation für den Fernverkehr von und nach der Hafenstadt Bombay zu entwerfen. Bei seinen Vorstudien in England ließ er sich vom Bahnhofsgebäude der Londoner St.-Pancras-Station inspirieren. Als das Gebäude 1888 fertiggestellt war, galt es als das größte und wichtigste Gebäude Britisch-Indiens. Der Bahnhof wurde seinerzeit zur Erinnerung an das Goldene Regierungsjubiläum der Königin Victoria  benannt. Gegen Ende der 1920er-Jahre wurde es erweitert und dient seitdem auch dem Vorortverkehr. Seit 1996 trägt er den Namen des hinduistischen Marathenführers (Chhatrapati, etwa „Schutzherr“) Shivaji; im Jahr 2016 ergänzte die Regierung des Bundesstaates Maharashtra den Namen um das Wort „Maharaj“ (kurze Form des indischen Herrschertitels Maharadscha), sodass der derzeitige offizielle Name „Chhatrapati Shivaji Maharaj Terminus“ lautet.

## Architektur
Das Gebäude ist im Stil der viktorianischen Neogotik (Maßwerk, Fialen, Wasserspeier) gehalten; Stilelemente der indo-islamischen Architektur sind – im Gegensatz zu anderen gleichzeitigen oder späteren Repräsentationsbauten in der Kronkolonie – kaum zu erkennen. Die mit einem Stahl- und Glasdach versehenen Bahnsteige sind ungefähr 200 bis 700 m lang. Über dem Haupteingang befindet sich eine ca. 100 m hohe, begehbare, achteckige Kuppel, die von einer Rippenkonstruktion getragen wird. Im Innenbereich befinden sich offene Säulengänge. Das Gebäude ist reich mit Steinskulpturen und Reliefs verziert. Auf der Kuppel erhebt sich die Standfigur der Lady of Progress.
Das Bahnhofsgebäude ist zum Symbol von Mumbai als „Gotische Stadt“ geworden. Der indische Monsun und der Smog der Stadt bedrohen die Gebäudesubstanz erheblich. 

## Sonstiges
- Im Jahr 2008 wurde der Bahnhof eins der Ziele der Terroranschläge von Mumbai.[2][3] Dabei wurden 58 Menschen getötet und 104 weitere verletzt.[3]
- Der Bahnhof ist Schauplatz der Schlussszene des Erfolgsfilms Slumdog Millionär (2008).

## Bildergalerie

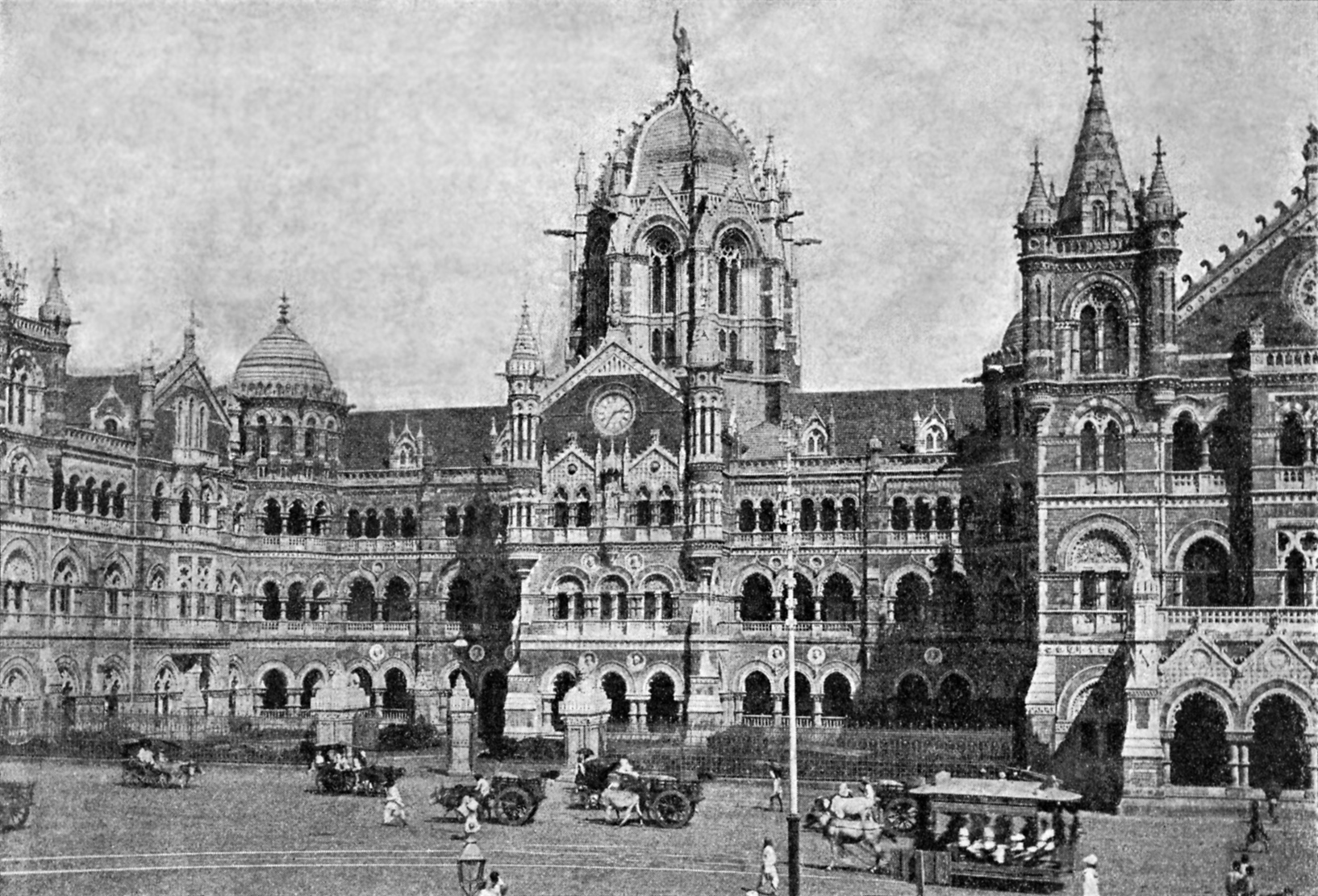
Historische Aufnahme
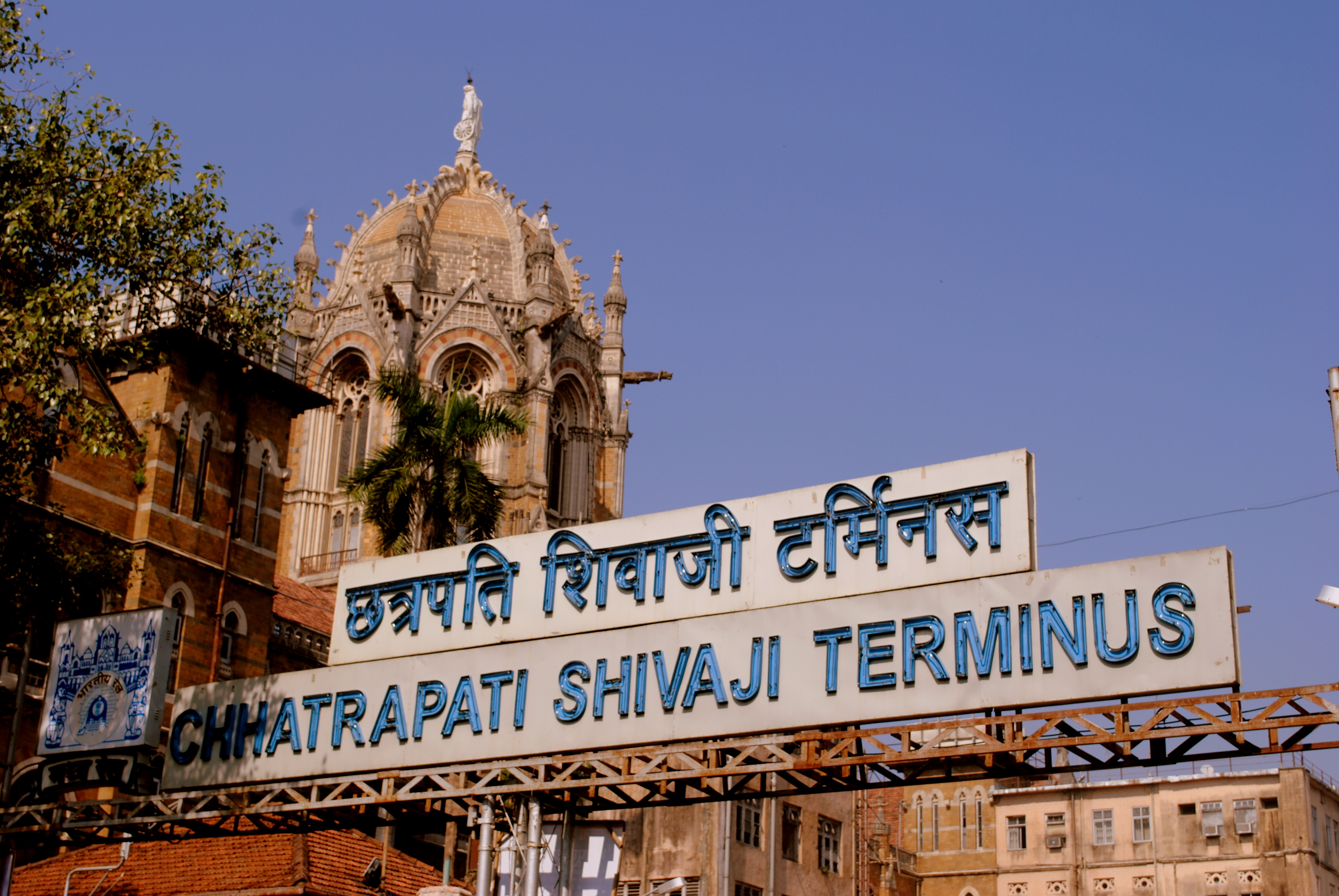
Eingangsschild
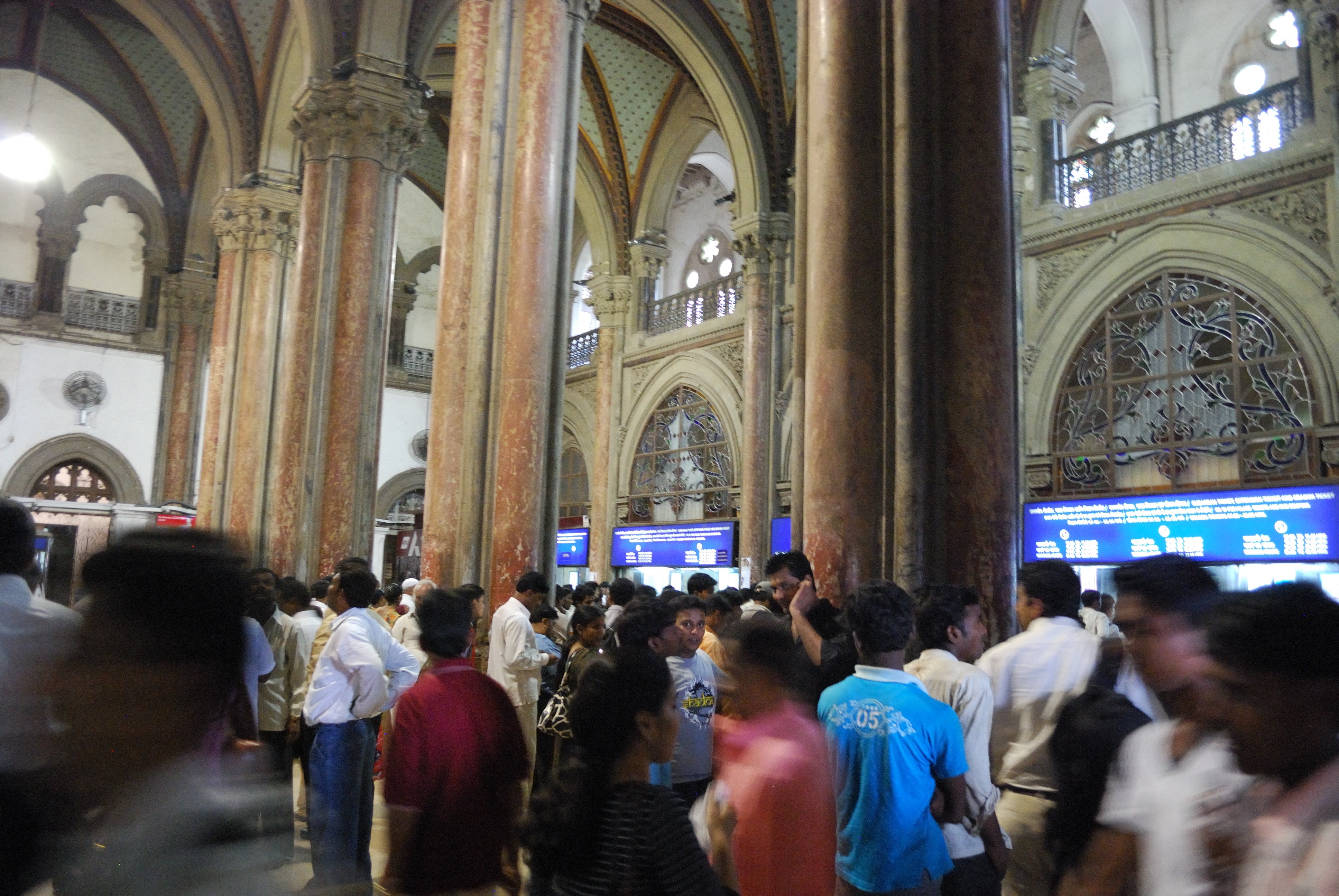
Schalterhalle
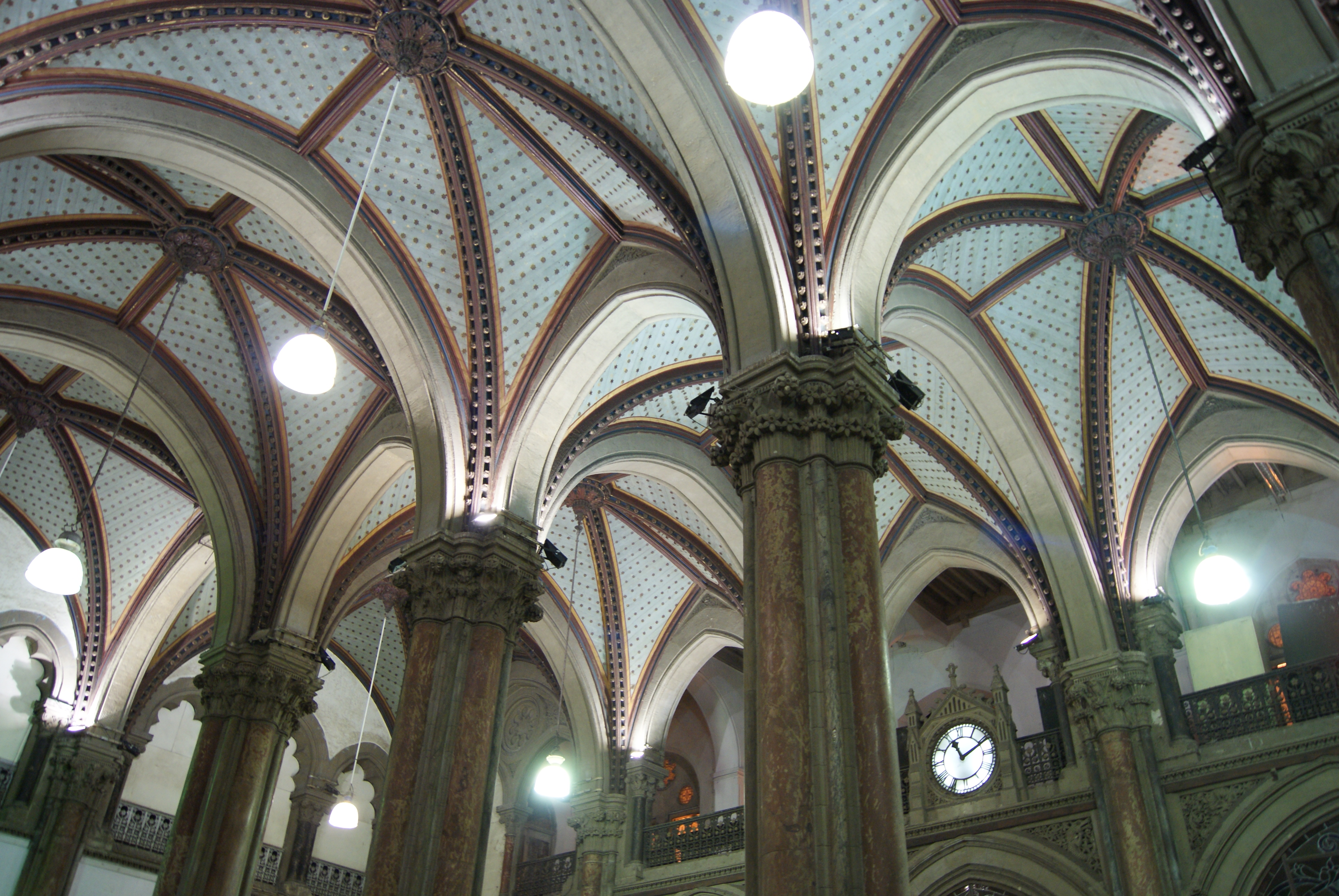
Neugotisches Deckengewölbe
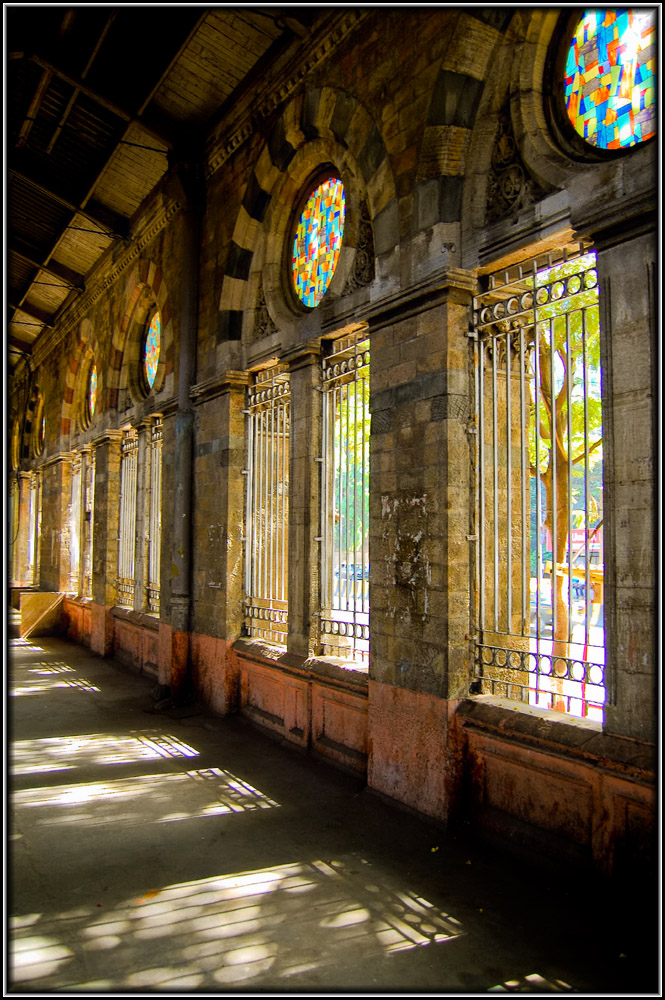
Bögen und bunte Glasfenster
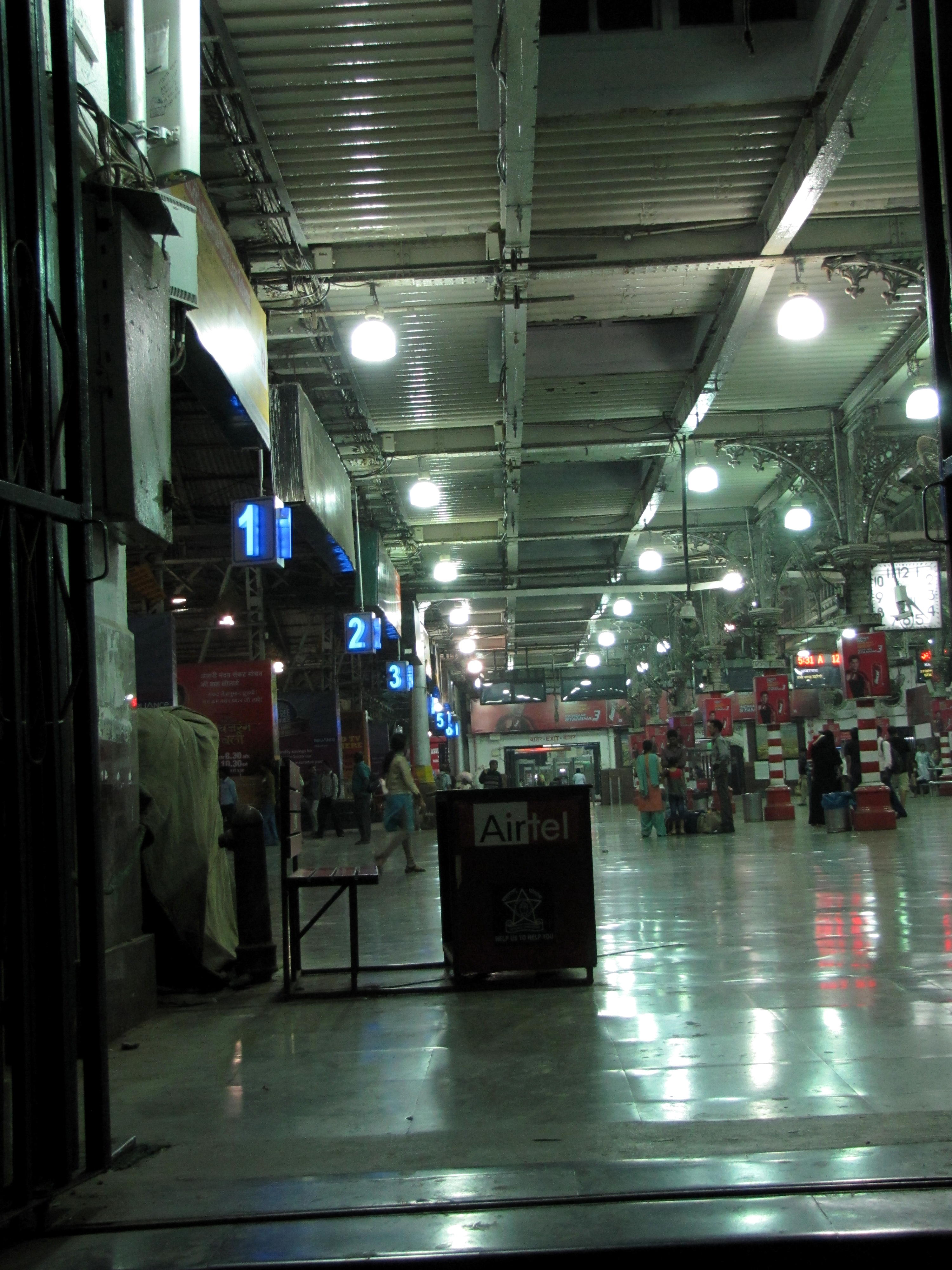
Chhatrapati Shivaji Terminus Platforms
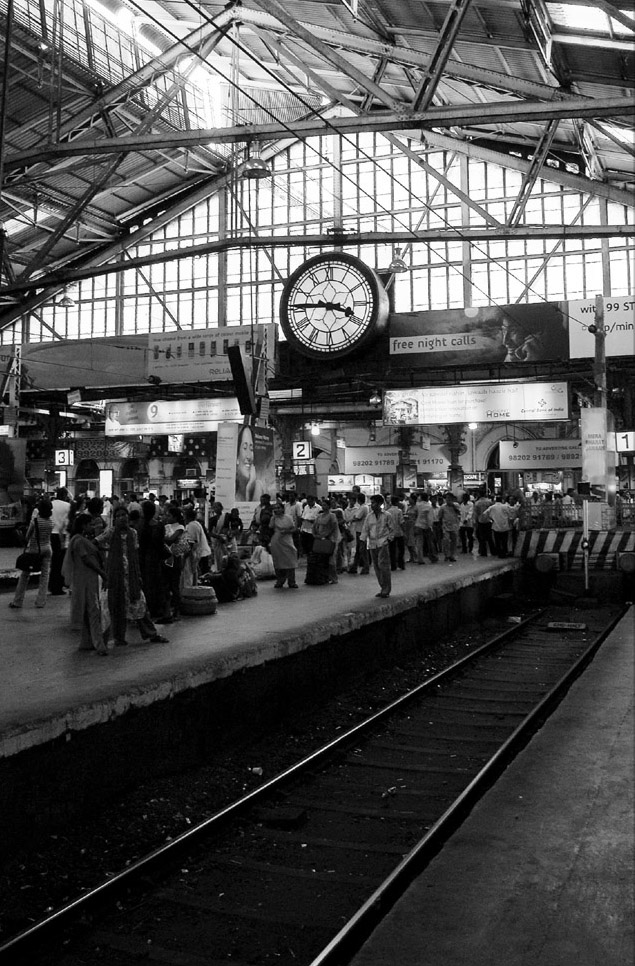
Bahnsteighalle
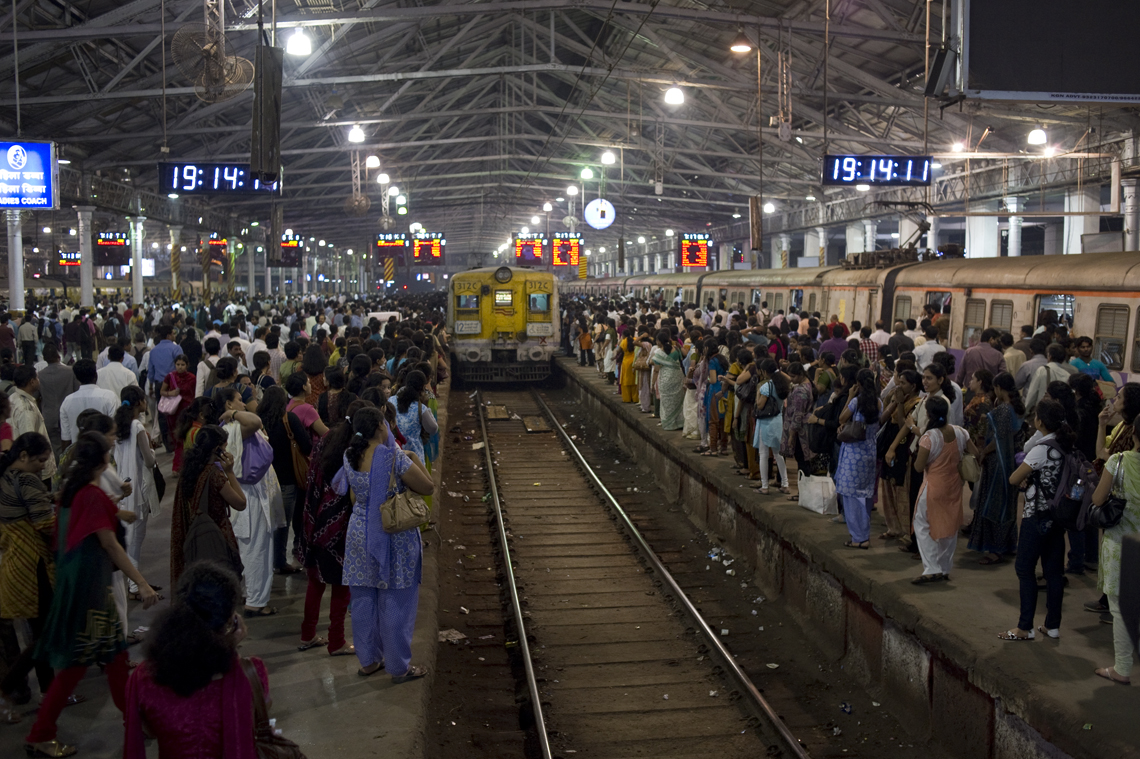
Personenverkehr
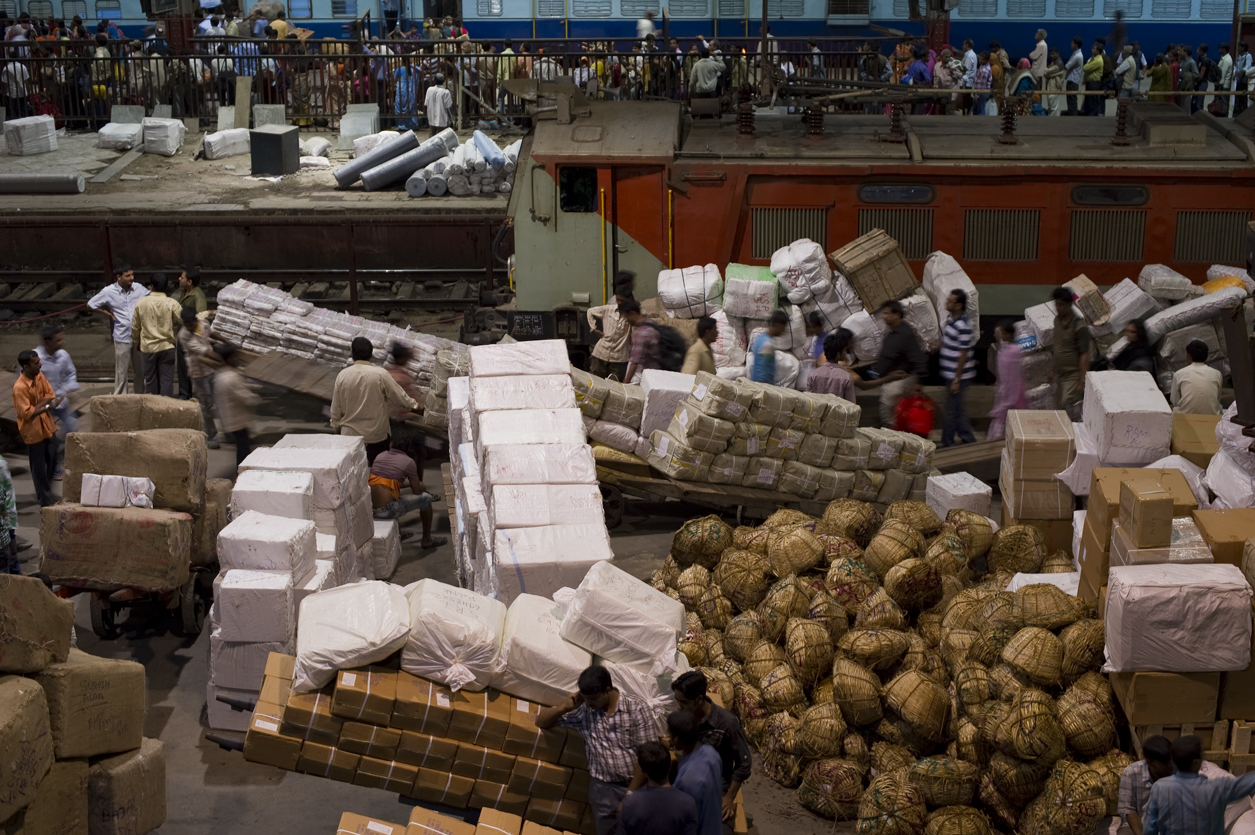
Warentransport
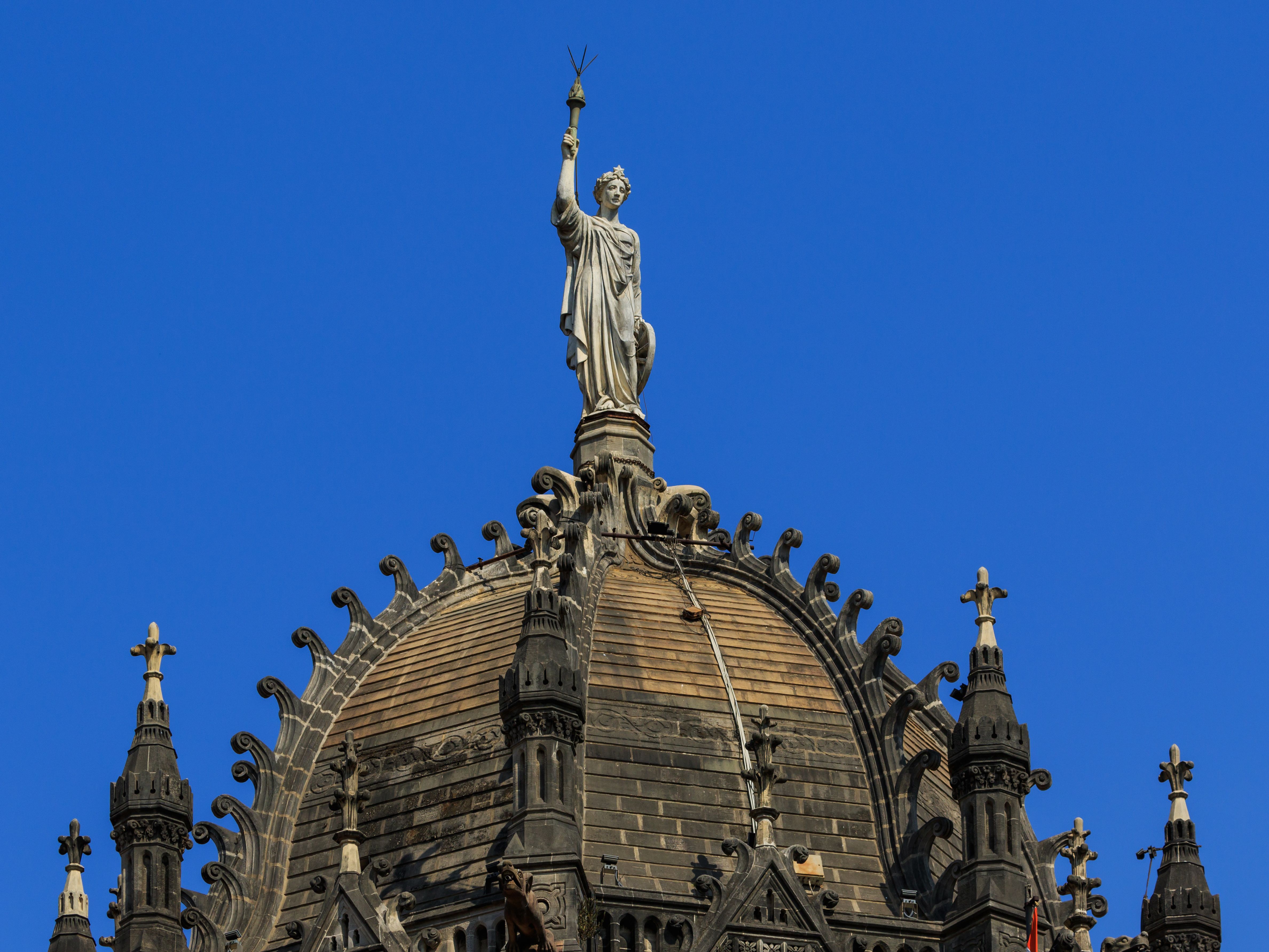
Kuppel, Detailansicht
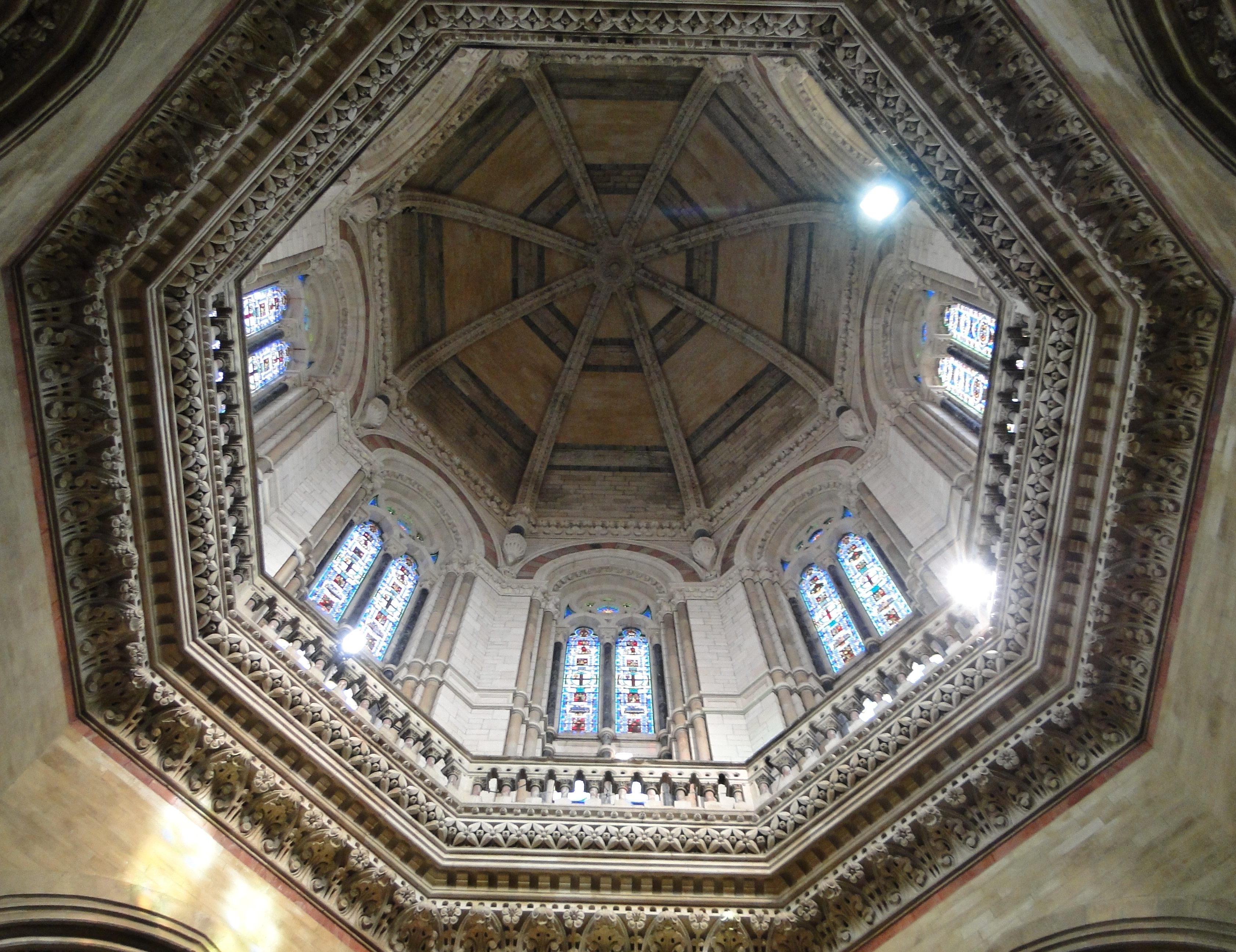
Kuppel, Innenansicht
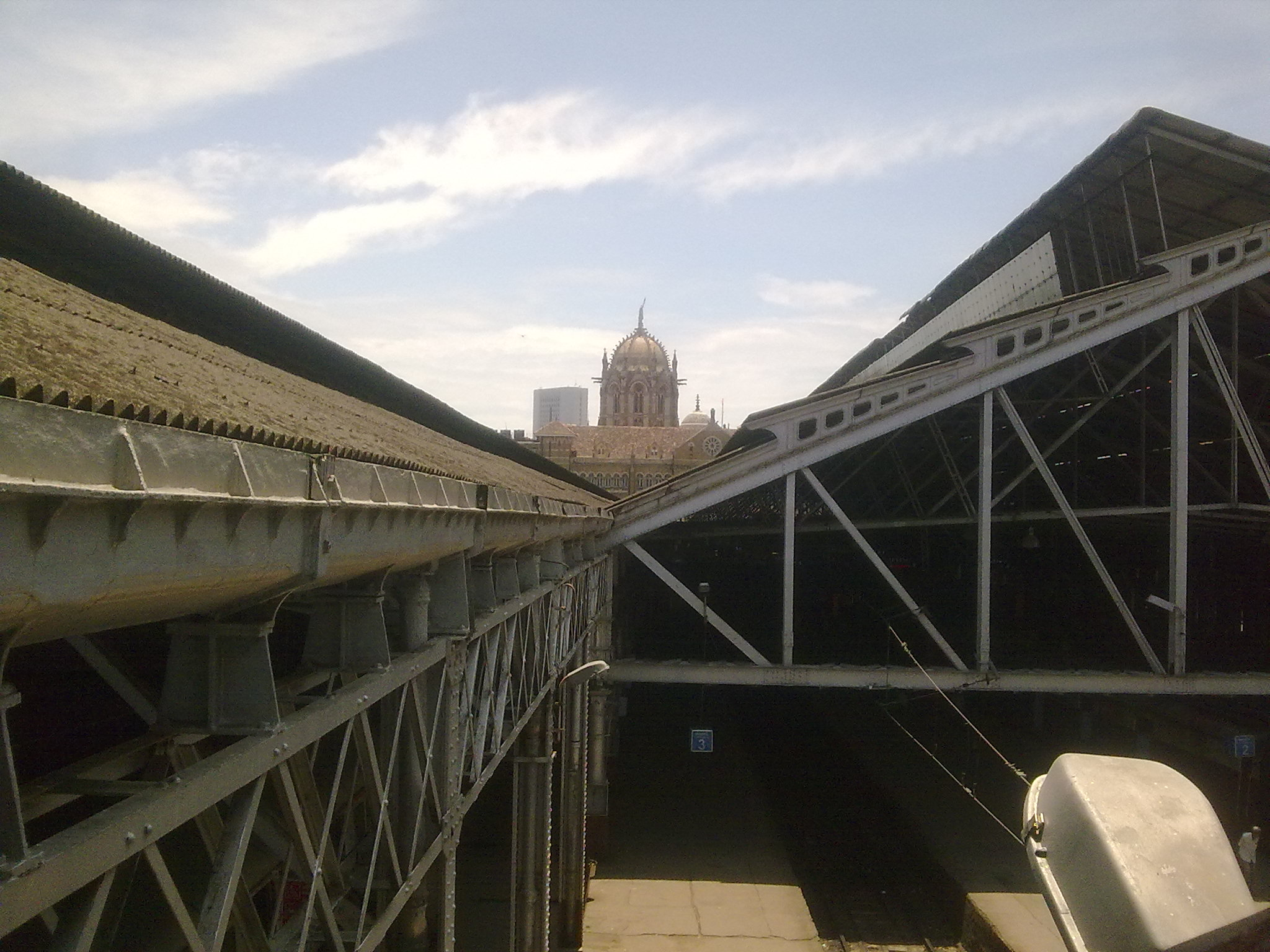
Kuppel vom Bahnsteig aus